# Kim Phyong-hae
Kim Phyong-hae (김평해, né le 8 octobre 1941, est un homme politique de la République démocratique populaire de Corée. Il est un des codirigeants du Parti du Travail de Corée (PTC). 
Il est un membre complet du 7e Comité central du Parti du Travail de Corée et un membre complet du Politburo du Parti du travail de Corée,. Kim Phyong-hae est aussi un député de la 13e Assemblée suprême du Peuple.

## Biographie
Kim Phyong-hae naît le 8 octobre 1941. En 1989, il est nommé secrétaire de l'organisation du comité du Pari du Travail de Corée de la ville Pyongyang. En 1994, il reçoit l'Ordre de Kim Il-sung. En 1997, il est nommé secrétaire en chef du comité provincial de Pyongan du Nord et président du comité populaire provincial, jusqu'en 2003. En 1998, il est élu député à la 10e Assemblée populaire suprême. Il est réélu en 2003 et 2009. Il est entré au Politburo en tant que membre suppléant en septembre 2010, à la suite de la 3e Conférence du Parti, et est promu membre à part entière lors du 7e Congrès en mai 2016. Il dirige le département du cadre du parti, servant simultanément de vice-président du Comité central (le poste s'appelait « secrétaire du Comité central » jusqu'en 2016). Il est remplacé en décembre 2019 lors d'un plénum du Comité central.